# Hünkarbeğendi
Hünkarbeğendi o Hünkârbeğendi és un plat de carn i albergínia de la cuina turca. Es pot fer amb carn de vedella o de xai.

## Preparació
Es couen les albergínies sobre foc directe, es pelen i s'aixafen amb una forquilla. S'hi afegeix llet, mantega i formatge turc kaşar. La carn es daura amb oli de cuinar, cebes picades i s'hi afegeix salsa de tomàquet. Se serveix col·locant la carn sobre aquest puré suau que no té res a veure amb puré d'albergínies, una amanida o meze.